# 1424

## Esdeveniments
Països catalans
- 12 de juny - Atorga el seu darrer testament el poeta cortesà i militar, Jordi de Sant Jordi.

Resta del món
- Anglaterra derrota França en la batalla de Vernuil.

## Naixements
Països catalans
- Barcelona: Joan Colom Bertran, noble català, navegant i corsari.

Resta del món
- Abu Said, líder de Pèrsia i Afganistan.

## Necrològiques
Països Catalans
- 28 de gener, Alcolea de Cinca: Isabel d'Aragó i de Fortià, infanta d'Aragó i comtessa consort del comtat d'Urgell.[1]
- 18 de juny, Ocaña, Toledo: Jordi de Sant Jordi, cavaller i poeta cortesà nascut al Regne de València.[2]

Resta del món